# Hitra
Hitra ist eine Kommune (Gemeinde) im mittelnorwegischen Fylke Trøndelag, die hauptsächlich aus der dem Trondheimsfjord vorgelagerten Insel Hitra besteht. Der Hauptort der Gemeinde ist Fillan.
Der Name Hitra geht auf den altnorwegischen Begriff Hitr oder Hitrar zurück, was in etwa „vom Festland abgetrennt“ bedeutet.

## Geographie
Die Insel Hitra liegt bezüglich ihrer Größe an siebter Stelle in Norwegen (ohne Spitzbergen). Die Fläche der Insel beträgt 571,5 km², doch die gesamte Gemeinde ist 756 km² groß. Der höchste Punkt heißt Mørkdalstuva und ist 345 moh. hoch. 1982 wurde im Innern der Insel ein 40 km² großes Naturreservat eingerichtet (felsige Hoch- bzw. Hangmoore). Die Hauptinsel ist mit Brücken mit Ulvøya, Fjellværsøya, Dolmøya verbunden. Außerdem gibt es noch ca. 2000 weitere kleine Dolme in der Gemeinde.

## Fauna
In den gut 7000 Gewässern der Insel tummeln sich vor allem Forellen und Seesaiblinge. Bemerkenswert ist die riesige Rothirschherde der Insel, die zu den größten in Nordeuropa zählt. Durch die Vergabe von Jagdlizenzen ergeben sich für die Landbesitzer Einkünfte. Die jährlichen Abschussziele von 600 bis 800 Hirschen werden nicht immer erreicht. Weiterhin gibt es kleinere Populationen von Rehen, v. a. auf Fjellværsøya.

## Geschichte
Die Überreste des bronzezeitlichen „Hitra Mannes“ wurden 1916 auf der Insel entdeckt. Studien deuten darauf hin, dass der Mann zum Zeitpunkt seines Todes vor etwa 4.000 Jahren etwa 25 Jahre alt und etwa 1,5 Meter groß war. Als er starb, war der Meeresspiegel etwa 12,0 m höher als heute. Bei den Überresten wurden ein Dolch und ein Armschutz gefunden. 2024 wurde sein Aussehen rekonstruiert.

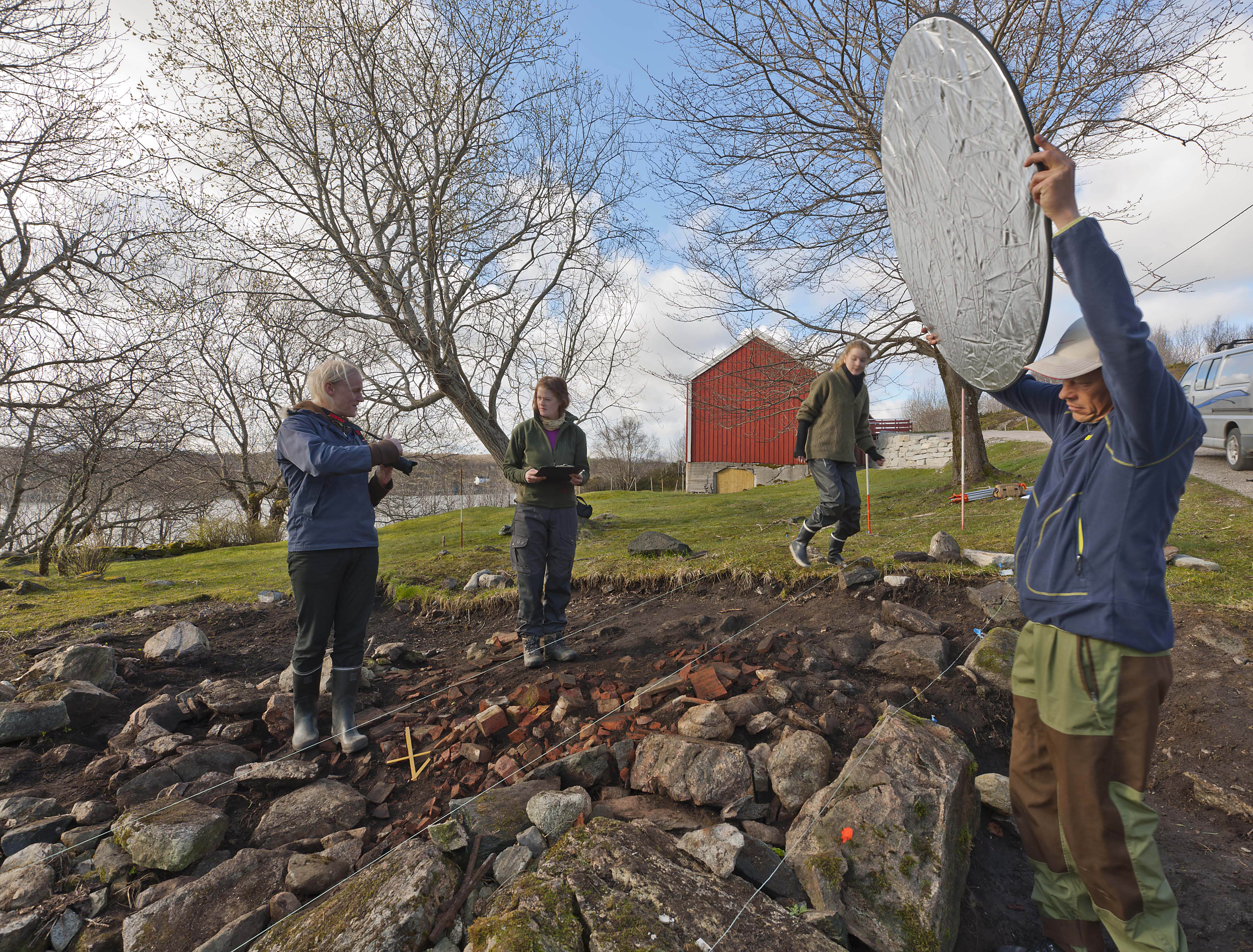
Archäologischen Ausgrabungen in Hitra

Bei archäologischen Ausgrabungen hat man Reste von Behausungen aus der älteren und jüngeren Steinzeit gefunden. 1998 fand man ein 15 Meter langes Langhaus aus der Zeit der Völkerwanderung. Als sicher gilt, dass vor 1500 Jahren zehn bis zwölf Bauernhöfe auf der Insel existierten.
Etwa im 13. Jahrhundert wurde die erste Stabkirche errichtet und das älteste heute noch bestehende Bauwerk ist die Kirche von Dolm, die wahrscheinlich im späten Mittelalter entstand. Um diese Kirche ranken sich viele Legenden. Zum Beispiel wird behauptet, dass auf dem Bauwerk ein Fluch lastet, so dass die Kirche alle hundert Jahre abbrennen soll. Fest steht, dass sie bisher schon vier Mal brannte, und zwar 1709, 1772, 1848 und 1920.
Im Zuge der Kommunalreform in Norwegen wurde Hitra zum 1. Januar 2020 um Teile der aufgelösten Kommune Snillfjord vergrößert.

## Verkehr

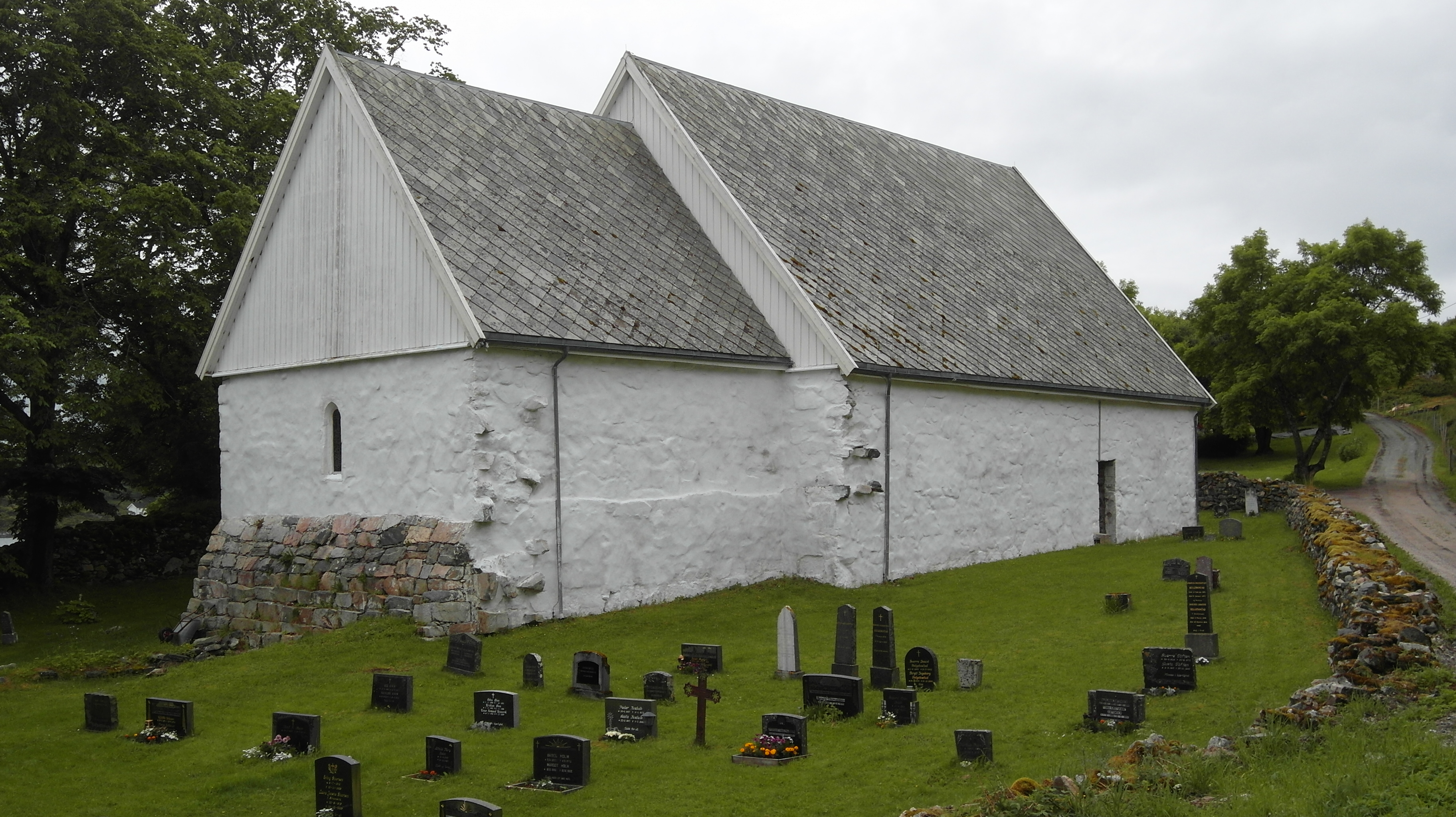
Dolm kirke

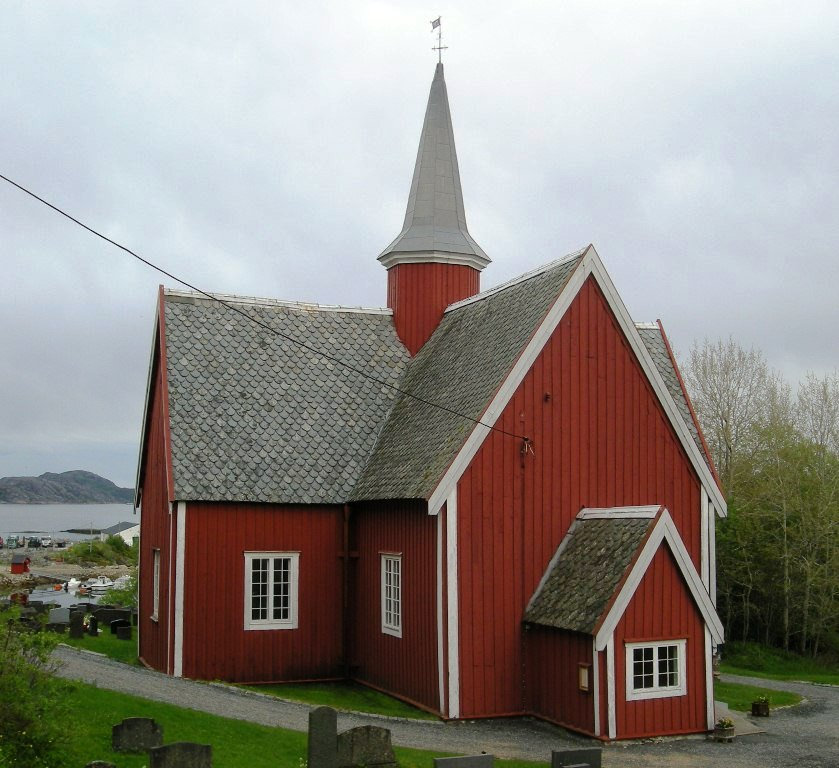
Fillan kirke

Der Hitratunnel, mit 264 m unter dem Meer einer der tiefsten unterseeischen Tunnel der Welt, verbindet im Verlauf des Fv 714 das Festland mit der Insel. Der 5300 m lange Frøyatunnel verbindet Hitra mit Frøya. Der unfallträchtige und mautbelegte Fv 714, Lakseveien, befindet sich im Ausbau. Der Ausbau wird die Entfernung Fillan–Orkanger von heute ca. 95 km auf 70 km verringern. Der Hjorteveien zwischen Sandstad und Hamarvik auf Frøya soll ebenfalls ausgebaut werden. Die neue Dolmsundbrücke soll mit einem Jahr Verspätung noch 2015 provisorisch fertiggestellt werden. Das Unternehmen Kystekspressen unterhält eine Schnellbootverbindung nach Trondheim, Brekstad und Kristiansund. Busse des Verkehrsverbundes atb fahren nach Trondheim und nach Sistranda, Dyrøya und Orkanger. Wegen des Fahrradverbots im Hitratunnel ist die Insel zurzeit für Radfahrer nicht legal erreichbar.

## Wirtschaft
Das Leben der Gemeinde war schon immer durch das Meer geprägt. Der 1730 bei Melandsjøen an der Nordküste der Insel gegründete Handelsplatz Hopsjø war im 18. und 19. Jahrhundert einer der größten Handelshäfen an der Küste Trøndelags und mit wenigen Unterbrechungen bis 1953 in Betrieb. 
Die früher vorhandenen großen Walfangstationen in Hitra wurden inzwischen stillgelegt. Dafür findet eine industrielle Lachszucht statt. Von Hitra und der Nachbarinsel Frøya stammt ein Fünftel der norwegischen Lachsproduktion. Die auf der Insel gelegene Verarbeitungsfabrik für Krabben ist die größte ihrer Art in der Welt.
2004 wurde hier der größte Windpark Norwegens mit 24 Rotoren eingeweiht.

## Söhne und Töchter der Gemeinde
- Jacob von der Lippe Parelius (1744–1827), Pfarrer, Naturwissenschaftler und Schulgründer in Trondheim
- Ulrik Olsen (1885–1963), norwegischer Politiker
- Rita Ottervik (* 1966), Politikerin (Ap)